# Rostislav Novák starší
Rostislav Novák st. (* 25. listopadu 1948 Praha) je český herec a loutkoherec.

## Život
Po studiu na Pražské konzervatoři absolvoval DAMU. Poté přes 20 let účinkoval ve Studiu Ypsilon.
Vystupuje v některých projektech Cirku La Putyka společně se synem Rostislavem.

## Osobní život
Jeho manželkou je loutkoherečka Anna Kopecká z loutkářské rodiny Kopeckých, s níž má dva syny, Rostislava a Vítka. 
Ve 40 letech se stal závislým na alkoholu. Po čase se začal léčit a 14 let abstinoval, následovala však recidiva. Alkoholismus pak s podporou rodiny dokázal znovu překonat.

## Dílo - výběr

### Filmografie
- Den pro mou lásku (1976)
- Kalamita (1980)
- Úsměvy smutných mužů (2018)

### TV seriály
- Ulice
- Ordinace v růžové zahradě, 2010
- Pustina, 2016
- Polda, 2017
- Specialisté, 2018